# БЦС теорија
БЦС (Бардин-Купер-Шрифер) теорија суперпроводности је прва микроскопска теорија суперпроводности названа по првим словима презимена научника који су је формулисали, Џону Бардину, Леону Куперу (енгл. Cooper) и Џону Роберту Шриферу (енгл. Schrieffer). БЦС теорија је успела да објасни суперпроводност у систему фермиона као ефекат формирања Куперових парова (који су бозони). За разлику од фермионских честица као што су електрони, овако формиране бозонске честице, Куперови парови, на довољно ниским температурама сви могу да заузму основно енергетско стање и тако створе Бозе-Ајнштајнов кондензат који има макроскопски квантни ефекат.
Бардин, Купер и Шрифер су БЦС теорију предложили 1957. године, а за њен значај и оригиналност су њих тројица поделили Нобелову награду за физику 1972. године.

## Историја
Феномен суперпроводности је 1911. године пронашао Камерлинг Онес у Лајдену када је испитивао понашање чистих метала на врло ниским температурама блиским температури апсолутне нуле. Он је приметио да електрична отпорност живе пада тачно на нулу када се достигне критична температура од 4.2 К. Ефекат је привукао велику пажњу научника и убрзо је ефекат суперпроводности откривен и код других материјала. Камерлинг Онес је за ово откриће потпуно новог стања материје добио Нобелову награду за физику само две године касније након открића, 1913. године.
До 1950. године, иако је суперпроводност пронађена и у другим материјалима, ефекат је теоријски био објашњен преко феноменолошких теорија, а није било познато како микроскопски долази до ефекта. 1950. године Херберт Фролих је теоријски предвидео да механизам суперпроводности може да се објасни преко интеракције електрона са фононима (вибрацијама кристалне решетке) и формирањем електрон-фонон парова, што је експериментално потврђено исте године откривањем изотопског ефекта када је Емануел Максвел измерио да критична температура испод које жива постаје суперпроводна зависи од масе изотопа, тако да је метал постаје суперпроводан на вишим температурама код лакших изотопа.
Године 1957. Бардин, Купер и Шрифер су на основу Фролиховог механизма претпоставили да проводни електрони који имају енергије близу Фермијеве енергије у интеракцији са фононима као медијаторима формирају парове, који су названи Куперови парови.
БЦС теорија је осим објашњења настајања суперпроводности, предвидела и друге нове ефекте суперпроводности и тиме подстакла даље теоријско и експериементално проучавање овог феномена.

## Основне претпоставке БЦС теорије
Главне претпоставке на којима се заснива БЦС теорија су:
- Фролихов механизам, односно интеракције између електрона са вибрацијама кристалне решетке морају имати значајну улогу у механизму суперпроводности, иако је ова интеракција око {\displaystyle 10^{5}} пута слабија (у зависности од материјала) од Кулонове интеракције. Врло мала јачина ове интеракције која се испоставила да је кључна, је један од већих разлога зашто суперпроводност није била теоријски објашњена у интервалу од скоро 50 година.
- Електрон-фонон интеракција доводи до формирања Куперових парова које могу да објасне све ефекте тада познатих суперпроводника (данас познатих као суперпроводника првог типа)
- Електронско основно стање метала на 0 К мора бити нестабилно на било какву малу интеракцију, макар она била {\displaystyle 10^{5}} пута слабија од Кулонове интеракције, као што је интеракција која доводи до формирања Куперових парова.

## Занимљивости
- Оригинално издање часописа The Physical Review из 1957. године у којем су Бардин, Купер и Шрифер објавили БЦС теорију, заједно са два кратка писма која су објављена пре формирања теорије, продају се данас међу ретким примерцима књига за 3.000 америчких долара.[5]